# Aliaksandra Sasnovich
Aliaksandra Sasnovich, née le 22 mars 1994 à Minsk, est une joueuse de tennis biélorusse.
Vainqueure de dix-huit tournois ITF (11 en simple, 7 en double) en vingt finales disputées. Elle atteint sa première finale en tournoi WTA en septembre 2015 à Séoul, qu'elle perd face à Irina-Camelia Begu.
Son meilleur résultat en tournoi est une finale en catégorie Premier au tournoi de Brisbane.
En 2023, elle est proche de gagner un 1er titre, en double au tournoi de Hong Kong mais elle échoue au super tie-break avec sa partenaire géorgienne Oksana Kalashnikova.
En 2024, à Budapest, elle sort la tête de série numéro deux Viktoriya Tomova (2-6, 6-2, 6-4), la Russe Maria Timofeeva (6-3, 6-4), la Néerlandaise Suzan Lamens (6-4, 2-6, 6-4) et en demi-finale la Slovaque Anna Karolína Schmiedlová (6-3, 3-6, 7-5). Devant la tête de série numéro un Diana Shnaider, elle s'incline pour la cinquième fois de sa carrière en finale d'un tournoi WTA (4-6, 4-6), devenant la première Biélorusse à disputer la finale du tournoi hongrois.

## Palmarès

### Titre en simple dames
Aucun

### Finales en simple dames
| No | Date       | Nom et lieu du tournoi                                   | Catégorie | Dotation    | Surface      | Vainqueure         | Score         |          |
| -- | ---------- | -------------------------------------------------------- | --------- | ----------- | ------------ | ------------------ | ------------- | -------- |
| 1  | 21-09-2015 | Korea Open, Séoul                                        | Intern'l  | 500 000 $   | Dur (ext.)   | Irina-Camelia Begu | 6-3, 6-1      | Parcours |
| 2  | 31-12-2017 | Brisbane International, Brisbane                         | Premier   | 1 000 000 $ | Dur (ext.)   | Elina Svitolina    | 6-2, 6-1      | Parcours |
| 3  | 04-01-2022 | Melbourne Summer Set 2, Melbourne                        | WTA 250   | 239 477 $   | Dur (ext.)   | Amanda Anisimova   | 7-5, 1-6, 6-4 | Parcours |
| 4  | 21-08-2022 | Tennis in the Land presented by motorola edge, Cleveland | WTA 250   | 251 750 $   | Dur (ext.)   | Liudmila Samsonova | 6-1, 6-3      | Parcours |
| 5  | 15-07-2024 | Hungarian Grand Prix, Budapest                           | WTA 250   | 267 082 $   | Terre (ext.) | Diana Shnaider     | 6-4, 6-4      | Parcours |

### Titre en double dames
Aucun.

### Finale en double dames
| No | Date       | Nom et lieu du tournoi                     | Catégorie | Dotation  | Surface    | Vainqueures               | Partenaire          | Score            |          |
| -- | ---------- | ------------------------------------------ | --------- | --------- | ---------- | ------------------------- | ------------------- | ---------------- | -------- |
| 1  | 09-10-2023 | Prudential Hong Kong tennis Open Hong Kong | WTA 250   | 259 303 $ | Dur (ext.) | Tang Qianhui Tsao Chia-yi | Oksana Kalashnikova | 7-5, 1-6, [11-9] | Parcours |

### Finale en simple en WTA 125
| No | Date       | Nom et lieu du tournoi   | Catégorie | Dotation  | Surface    | Vainqueure            | Score    |          |
| -- | ---------- | ------------------------ | --------- | --------- | ---------- | --------------------- | -------- | -------- |
| 1  | 16-12-2019 | Open de Limoges, Limoges | WTA 125   | 115 000 $ | Dur (int.) | Ekaterina Alexandrova | 6-1, 6-3 | Parcours |

## Parcours en Grand Chelem

### En simple dames
| Année | Open d'Australie | Open d'Australie  | Internationaux de France | Internationaux de France | Wimbledon       | Wimbledon        | US Open         | US Open            |
| ----- | ---------------- | ----------------- | ------------------------ | ------------------------ | --------------- | ---------------- | --------------- | ------------------ |
| 2014  | Q1               | Risa Ozaki        | Q1                       | M. Larcher de Brito      | Q2              | Madison Brengle  | 2e tour (1/32)  | Caroline Wozniacki |
| 2015  | Q1               | Alberta Brianti   | Q1                       | Olivia Rogowska          | 2e tour (1/32)  | Zarina Diyas     | 1er tour (1/64) | Sabine Lisicki     |
| 2016  | 2e tour (1/32)   | Maria Sharapova   | 1er tour (1/64)          | Çağla Büyükakçay         | 2e tour (1/32)  | Annika Beck      | 1er tour (1/64) | Lauren Davis       |
| 2017  | 1er tour (1/64)  | Zhang Shuai       | 2e tour (1/32)           | Zhang Shuai              | 1er tour (1/64) | Jeļena Ostapenko | 2e tour (1/32)  | Ashleigh Barty     |
| 2018  | 3e tour (1/16)   | Caroline Garcia   | 2e tour (1/32)           | Kiki Bertens             | 4e tour (1/8)   | Jeļena Ostapenko | 3e tour (1/16)  | Naomi Osaka        |
| 2019  | 3e tour (1/16)   | A. Pavlyuchenkova | 1er tour (1/64)          | Polona Hercog            | 1er tour (1/64) | Simona Halep     | 2e tour (1/32)  | Ons Jabeur         |
| 2020  | 1er tour (1/64)  | Greet Minnen      | 2e tour (1/32)           | Caroline Garcia          | Annulé          | Annulé           | 3e tour (1/16)  | Yulia Putintseva   |
| 2021  | 1er tour (1/64)  | Anett Kontaveit   | 2e tour (1/32)           | Aryna Sabalenka          | 3e tour (1/16)  | Angelique Kerber | 1er tour (1/64) | Elena Rybakina     |
| 2022  | 1er tour (1/64)  | Zheng Qinwen      | 1/8 de finale            | Martina Trevisan         | —               | —                | 2e tour (1/32)  | Jessica Pegula     |
| 2023  | 2e tour (1/32)   | Jessica Pegula    | 1er tour (1/64)          | Clara Tauson             | 2e tour (1/32)  | Petra Kvitová    | 1er tour (1/64) | Magda Linette      |
| 2024  | 1er tour (1/64)  | Rebeka Masarova   | Q2                       | Zeynep Sönmez            | Q2              | Lea Bošković     | 1er tour (1/64) | Katie Boulter      |
| 2025  | Q1               | Wei Sijia         | Q2                       | Lucrezia Stefanini       | 2e tour (1/32)  | Elina Svitolina  |                 |                    |

N.B. : à droite du résultat se trouve le nom de l'ultime adversaire.

### En double dames
| 2018 | —                                                                                      | —                                                                                     | 3e tour (1/8) Duan Y.-Y. \|\| style="text-align:left;" \| A. Hlaváčková B. Strýcová    | 1er tour (1/32) Duan Y.-Y. \|\| style="text-align:left;" \| A. Bogdan K. Christian            | 1er tour (1/32) G. Voskoboeva \|\| style="text-align:left;" \| S. Aoyama Duan Y.-Y.        |
| 2019 | 1/8 de finale T. Townsend \|\| style="text-align:left;" \| Chan H.-c. Chan Y.-j.       | 1er tour (1/32) T. Townsend \|\| style="text-align:left;" \| F. Ferro D. Parry        | 2e tour (1/16) L. Tsurenko \|\| style="text-align:left;" \| B. Krejčíková K. Siniaková | 1/2 finale V. Kužmová \|\| style="text-align:left;" \| V. Azarenka A. Barty                   |                                                                                            |
| 2020 | 1/8 de finale V. Kužmová \|\| style="text-align:left;" \| T. Babos K. Mladenovic       | 1/4 de finale M. Kostyuk \|\| style="text-align:left;" \| T. Babos K. Mladenovic      | Annulé                                                                                 | Annulé                                                                                        | 1er tour (1/16) V. Kužmová \|\| style="text-align:left;" \| S. Rogers J. Pegula            |
| 2021 | 1er tour (1/32) M. Kostyuk \|\| style="text-align:left;" \| M. Barthel Zhu L.          | 1er tour (1/32) M. Kostyuk \|\| style="text-align:left;" \| M. Niculescu J. Ostapenko | 1er tour (1/32) C. Tauson \|\| style="text-align:left;" \| M. Barthel J. Wachaczyk     | 1er tour (1/32) G. Voskoboeva \|\| style="text-align:left;" \| V. Kudermetova B. Mattek-Sands |                                                                                            |
| 2022 | 1er tour (1/32) A. Blinkova \|\| style="text-align:left;" \| V. Kudermetova E. Mertens | 1er tour (1/32) A. Blinkova \|\| style="text-align:left;" \| G. Dabrowski G. Olmos    | —                                                                                      | —                                                                                             | 2e tour (1/16) T. Mihalíková \|\| style="text-align:left;" \| M. Kostyuk Zhang S.          |
| 2023 | 1/8 de finale T. Mihalíková \|\| style="text-align:left;" \| D. Krawczyk D. Schuurs    | —                                                                                     | —                                                                                      | 1er tour (1/32) K. Rakhimova \|\| style="text-align:left;" \| C. Gauff J. Pegula              | 1er tour (1/32) E. Alexandrova \|\| style="text-align:left;" \| M. Kato A. Sutjiadi        |
| 2024 | 2e tour (1/16) A. Blinkova \|\| style="text-align:left;" \| B. Haddad Maia T. Townsend | 1er tour (1/32) O. Kalashnikova \|\| style="text-align:left;" \| G. Olmos A. Panova   | —                                                                                      | —                                                                                             | 2e tour (1/16) K. Rakhimova \|\| style="text-align:left;" \| M. Bouzková S. Sorribes Tormo |

N.B. : le nom du ou de la partenaire se trouve sous le résultat ; les noms des ultimes adversaires se trouvent à droite.

## Parcours en «Premier» et WTA 1000
Les tournois WTA « Premier Mandatory » et « Premier 5 » (entre 2009 et 2020) et WTA 1000 (à partir de 2021) constituent les catégories d'épreuves les plus prestigieuses, après les quatre levées du Grand Chelem. 

De 2009 à 2023, les tournois Premier Mandatory (dits tournois WTA 1000 obligatoires entre 2021 et 2023) regroupent Indian Wells, Miami, Madrid et Pékin, les autres constituant les tournois Premier 5 (tournois WTA 1000 non-obligatoires). À partir de 2024, le nombre de tournois WTA 1000 passe à 10 par saison (fin de l’alternance Doha / Dubaï), ces derniers devenant tous obligatoires et offrant tous 1000 points à la vainqueure (contre 900 points précédemment pour les tournois Premier 5).

### En simple dames
| Année |       |                          |                           |                             |                                  |                             |                              |                            |                              |                              |  |                              |
| Doha  | Dubaï | Indian Wells             | Miami                     | Madrid                      | Rome                             | Canada                      | Cincinnati                   | Pékin                      |                              | Wuhan                        |  |                              |
| Doha  | Dubaï | Indian Wells             | Miami                     | Madrid                      | Rome                             | Canada                      | Cincinnati                   | Pékin                      | Guadalajara                  |                              |  |                              |
| Doha  | Dubaï | Indian Wells             | Miami                     | Madrid                      | Rome                             | Canada                      | Cincinnati                   | Pékin                      |                              |                              |  |                              |
| 2016  |       |                          | Hors catégorie            | 1er tour (1/64) B. Strýcová | 1er tour (1/64) C. Witthöft      |                             |                              |                            |                              |                              |  |                              |
| 2017  |       | Hors catégorie           |                           |                             | 2e tour (1/32) J. Konta          |                             |                              |                            | 1er tour (1/32) D. Kasatkina |                              |  |                              |
| 2018  |       |                          | Hors catégorie            | 3e tour (1/16) C. Wozniacki | 2e tour (1/32) A. Pavlyuchenkova | 2e tour (1/16) A. Kontaveit |                              |                            | 1er tour (1/32) V. Kužmová   | 2e tour (1/16) Ka. Plíšková  |  | 2e tour (1/16) M. Puig       |
| 2019  |       | Hors catégorie           | 2e tour (1/16) Hsieh S-w. | 2e tour (1/32) K. Kozlova   | 2e tour (1/32) C. Wozniacki      | 3e tour (1/8) N. Osaka      | 1er tour (1/32) D. Cibulková | 1er tour (1/32) E. Mertens | 2e tour (1/16) N. Osaka      | 1er tour (1/32) B. Andreescu |  | 1er tour (1/32) A. Sabalenka |
|       |       |                          |                           |                             |                                  |                             |                              |                            |                              |                              |  |                              |
| 2021  |       | Hors catégorie           |                           | 4e tour (1/8) V. Azarenka   |                                  |                             |                              |                            | 1er tour (1/32) H. Watson    | Annulé                       |  | Annulé                       |
| 2022  |       | 2e tour (1/16) O. Jabeur | Hors catégorie            | 2e tour (1/32) P. Kvitová   | 4e tour (1/8) B. Bencic          |                             | 2e tour (1/16) P. Badosa     |                            | 1er tour (1/32) C. McNally   | Hors calendrier              |  | 1er tour (1/32) M. Kostyuk   |
| 2023  |       | Hors catégorie           | 2e tour (1/16) C. Gauff   | 2e tour (1/32) J. Ostapenko | 2e tour (1/32) B. Krejčíková     | 2e tour (1/32) M. Bouzková  | 2e tour (1/32) D. Vekić      |                            | 1er tour (1/32) Q. Zheng     |                              |  | 2e tour (1/16) C. Garcia     |
| 2024  |       |                          |                           |                             |                                  |                             | 3e tour (1/16) A. Kerber     |                            |                              |                              |  |                              |
| 2025  |       |                          |                           |                             |                                  | 1er tour (1/64) A. Li       |                              |                            |                              |                              |  |                              |

Sous le résultat, l’ultime adversaire.
1. 1 2   Les tournois de Doha et Dubaï alternent le statut de tournoi WTA 1000 (ex Premier 5) entre 2009 et 2023 : les trois premières éditions ont lieu à Dubaï, les trois suivantes à Doha, puis Dubaï accueille le tournoi de cette catégorie les années impaires et Dubaï les années paires. De 2011 à 2023, la ville qui n’accueille pas de WTA 1000 organise à la place un tournoi WTA 500 (ex Premier).
2. 1 2 3 4 5 6 7   L’ordre de déroulement des tournois a évolué depuis 2009 : Rome se dispute avant Madrid et Cincinnati avant Montréal/Toronto jusqu’en 2010, tandis que Tokyo/Wuhan/Guadalajara ont lieu avant Pékin jusqu’en 2023.
3. 1 2  Du fait de la pandémie de Covid-19, les tournois d’Indian Wells, de Miami, de Madrid, du Canada, de Wuhan et de Pékin sont annulés en 2020. Ces deux derniers le sont également en 2021. Pour des raisons d’organisation, le tournoi de Cincinnati 2020 a exceptionnellement lieu à Flushing Meadows à New York.
4. ↑  Le 1er décembre 2021, le président de la WTA, Steve Simon, annonce que tous les tournois prévus en Chine et à Hong Kong sont suspendus à partir de 2022, en raison de préoccupations concernant la sécurité et le bien-être de la joueuse de tennis chinoise Peng Shuai après ses allégations de relations sexuelles non-consenties avec Zhang Gaoli, membre de haut rang du Parti communiste chinois. Le tournoi de Pékin revient en 2023. Le tournoi de Guadalajara remplace celui de Wuhan pendant deux ans, ce dernier réapparaissant en 2024.

## Parcours en Fed Cup
| #                                                                       | Date       | Lieu              | Surface      | Gagnante(s)                           | Perdante(s)                           | Score           |          |
|                                                                         |            |                   |              |                                       |                                       |                 |          |
| 2012 - Barrage (groupe mondial II) - Suisse - Biélorussie - 4 : 1       |            |                   |              |                                       |                                       |                 |          |
| 1                                                                       | 21/04/2012 | Yverdon-les-Bains | Dur (int.)   | Stefanie Vögele                       | Aliaksandra Sasnovich                 | 6-0, 5-7, 6-3   | Parcours |
| 1                                                                       | 21/04/2012 | Yverdon-les-Bains | Dur (int.)   | Timea Bacsinszky                      | Aliaksandra Sasnovich                 | 6-2, 3-6, 6-1   | Parcours |
| 1                                                                       | 21/04/2012 | Yverdon-les-Bains | Dur (int.)   | Belinda Bencic Amra Sadiković         | Darya Lebesheva Aliaksandra Sasnovich | 6-75, 7-67, 7-5 | Parcours |
|                                                                         |            |                   |              |                                       |                                       |                 |          |
| 2015 - Barrage (groupe mondial II) - Japon - Biélorussie - 2 : 3        |            |                   |              |                                       |                                       |                 |          |
| 2                                                                       | 18/04/2015 | Tokyo             | Dur (int.)   | Ayumi Morita                          | Aliaksandra Sasnovich                 | 7-65, 4-6, 6-4  | Parcours |
|                                                                         |            |                   |              |                                       |                                       |                 |          |
| 2016 - 1er tour (groupe mondial II) - Canada - Biélorussie - 2 : 3      |            |                   |              |                                       |                                       |                 |          |
| 3                                                                       | 06/02/2016 | Québec            | Dur (int.)   | Aliaksandra Sasnovich                 | Françoise Abanda                      | 6-4, 2-6, 6-3   | Parcours |
| 3                                                                       | 06/02/2016 | Québec            | Dur (int.)   | Aliaksandra Sasnovich                 | Aleksandra Wozniak                    | 6-4, 6-4        | Parcours |
| 3                                                                       | 06/02/2016 | Québec            | Dur (int.)   | Olga Govortsova Aliaksandra Sasnovich | Gabriela Dabrowski Carol Zhao         | 6-2, 6-4        | Parcours |
|                                                                         |            |                   |              |                                       |                                       |                 |          |
| 2016 - Barrage (groupe mondial I) - Russie - Biélorussie - 2 : 3        |            |                   |              |                                       |                                       |                 |          |
| 4                                                                       | 16/04/2016 | Moscou            | Terre (int.) | Daria Kasatkina                       | Aliaksandra Sasnovich                 | 6-3, 3-6, 6-1   | Parcours |
| 4                                                                       | 16/04/2016 | Moscou            | Terre (int.) | Aliaksandra Sasnovich                 | Margarita Gasparyan                   | 4-6, 6-1, 7-5   | Parcours |
|                                                                         |            |                   |              |                                       |                                       |                 |          |
| 2017 - 1er tour (groupe mondial) - Biélorussie - Pays-Bas : 4 : 1       |            |                   |              |                                       |                                       |                 |          |
| 5                                                                       | 11/02/2017 | Minsk             | Dur (int.)   | Aliaksandra Sasnovich                 | Michaëlla Krajicek                    | 4-6, 6-3, 6-2   | Parcours |
| 5                                                                       | 11/02/2017 | Minsk             | Dur (int.)   | Aliaksandra Sasnovich                 | Kiki Bertens                          | 6-3, 6-4        | Parcours |
|                                                                         |            |                   |              |                                       |                                       |                 |          |
| 2017 - 1/2 finale (groupe mondial) - Biélorussie - Suisse - 3 - 2       |            |                   |              |                                       |                                       |                 |          |
| 6                                                                       | 22/04/2017 | Minsk             | Dur (int.)   | Aliaksandra Sasnovich                 | Viktorija Golubic                     | 6-3, 5-7, 7-5   | Parcours |
| 6                                                                       | 22/04/2017 | Minsk             | Dur (int.)   | Aliaksandra Sasnovich                 | Timea Bacsinszky                      | 6-2, 7-62       | Parcours |
|                                                                         |            |                   |              |                                       |                                       |                 |          |
| 2017 - Finale (groupe mondial) - Biélorussie - États-Unis - 2 : 3       |            |                   |              |                                       |                                       |                 |          |
| 7                                                                       | 11/11/2017 | Minsk             | Dur (int.)   | Coco Vandeweghe                       | Aliaksandra Sasnovich                 | 6-4, 6-4        | Parcours |
| 7                                                                       | 11/11/2017 | Minsk             | Dur (int.)   | Aliaksandra Sasnovich                 | Sloane Stephens                       | 4-6, 6-1, 8-6   | Parcours |
| 7                                                                       | 11/11/2017 | Minsk             | Dur (int.)   | Shelby Rogers Coco Vandeweghe         | Aryna Sabalenka Aliaksandra Sasnovich | 6-3, 7-63       | Parcours |
|                                                                         |            |                   |              |                                       |                                       |                 |          |
| 2018 - 1/4 de finale (groupe mondial) - Biélorussie - Allemagne - ? : ? |            |                   |              |                                       |                                       |                 |          |
| 8                                                                       | 10/02/2018 | Minsk             | Dur (int.)   | Antonia Lottner                       | Aliaksandra Sasnovich                 | 7-5, 6-4        | Parcours |

## Classements WTA en fin de saison
| Année          | 2010 | 2011 | 2012 | 2013 | 2014 | 2015 | 2016 | 2017 | 2018 | 2019 | 2020 | 2021 | 2022 | 2023 | 2024 |
| Rang en simple | 717  | 830  | 534  | 135  | 142  | 103  | 121  | 87   | 30   | 67   | 90   | 91   | 31   | 88   | 146  |
| Rang en double | –    | 1066 | 300  | 160  | 218  | 329  | –    | –    | 269  | 46   | 44   | 76   | 100  | 81   | 108  |

Source : (en) Classements de Aliaksandra Sasnovich sur le site officiel de la Fédération internationale de tennis

## Records et statistiques

### Victoires sur le top 10
Toutes ses victoires sur des joueuses classées dans le top 10 de la WTA lors de la rencontre.
| Légende            |
| Grand Chelem       |
| Premier / WTA 1000 |
| WTA 250            |
| Fed Cup            |

| # |        |  | Tournoi   | Année | Surface    |  | Adversaire        | Rang  | Tour | Score         | Tableau |
| - | ------ |  | --------- | ----- | ---------- |  | ----------------- | ----- | ---- | ------------- | ------- |
| 1 | no 107 |  | Tokyo     | 2016  | Dur        |  | Karolína Plíšková | no 6  | 1/8  | 6-4, 6-2      | Tableau |
| 2 | no 50  |  | Wimbledon | 2018  | Gazon      |  | Petra Kvitová     | no 7  | 1/64 | 6-4, 4-6, 6-0 | Tableau |
| 3 | no 31  |  | Moscou    | 2018  | Dur (int.) |  | Kiki Bertens      | no 10 | 1/8  | 6-3, 4-6, 6-3 | Tableau |
| 4 | no 30  |  | Brisbane  | 2019  | Dur        |  | Elina Svitolina   | no 4  | 1/8  | 6-4, 0-6, 6-3 | Tableau |
| 5 | no 30  |  | Sydney    | 2019  | Dur        |  | Daria Kasatkina   | no 10 | 1/16 | 6-1, 6-4      | Tableau |
| 6 | no 100 |  | Wimbledon | 2021  | Gazon      |  | Serena Williams   | no 8  | 1/64 | 3-3 ab.       | Tableau |